# Scorpiops beccaloniae
Espèce
Synonymes
- Euscorpiops beccaloniae Kovařík, 2005

Scorpiops beccaloniae est une espèce de scorpions de la famille des Scorpiopidae.

## Distribution
Cette espèce est endémique de l'État kachin en Birmanie. Elle se rencontre dans les Kachin Hills.

## Description
Le mâle holotype mesure 58,0 mm.

## Systématique et taxinomie
Cette espèce a été décrite sous le protonyme Euscorpiops beccaloniae par Kovařík en 2005. Elle est placée dans le genre Scorpiops par Kovařík, Lowe, Stockmann et Šťáhlavský en 2020.

## Étymologie
Cette espèce est nommée en l'honneur de Janet Beccaloni.

## Publication originale
- Kovařík, 2005 : « Three New Species of the Genera Euscorpiops Vachon, 1980 and Scorpiops Peters, 1861 from Asia (Scorpiones : Euscorpiidae, Scorpiopinae). » Euscorpius, no 27, p. 1–10 (texte intégral).